# 카를 테오도어 에른스트 폰 지볼트

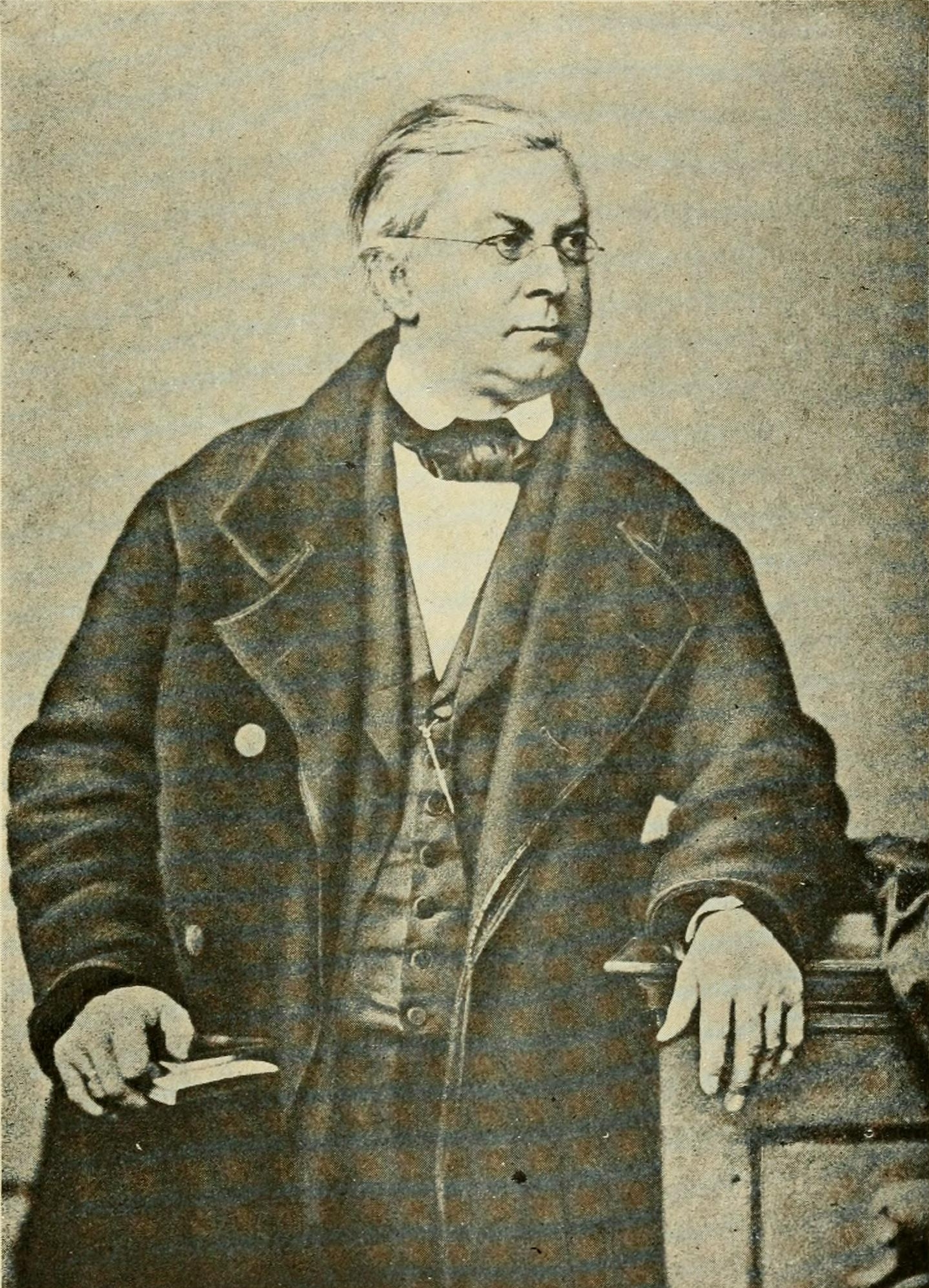

카를 테오도어 에른스트 폰 지볼트(Karl (Carl) Theodor Ernst von Siebold, 1804년 ~ 1885년)는 독일의 동물학자이다. 에를랑겐 대학 교수를 거쳐 뮌헨 대학 교수를 지냈다. 그는 많은 연구를 하였는데, 특히 원생 동물의 통일·해파리의 발생·기생충의 생활사·곤충류의 연구로 유명하다. 또한 암컷과 수컷의 교배 없이 행하여지는 단성 생식을 밝혀 내었다. 저서로 《무척추 동물의 비교 해부학》 등이 있다.